# Le Diable et moi
Pour les articles homonymes, voir Reaper.
Le Diable et moi ou Un job d'enfer (Reaper) est une série télévisée américaine en 31 épisodes de 41 minutes créée par Tara Butters et Michele Fazekas, diffusée entre le 25 septembre 2007 et le 26 mai 2009 sur The CW et en simultané sur Citytv (saison 1) puis /A\ (saison 2) au Canada.
En France, la série a été diffusée à partir du 28 mai 2008 sur Canal+ Family, puis sur TF6 et en 2011 sur MCM, et au Québec à partir du 26 janvier 2009 sur Ztélé.

## Synopsis
Le jour de son vingt-et-unième anniversaire, Sam Oliver rencontre le Diable, puis découvre que ses parents ont vendu son âme au Diable avant sa naissance. Ainsi, Sam se retrouve à travailler pour le Diable qui lui demande de récupérer les âmes qui se sont enfuies de l'enfer. Pendant ses missions, Sam sera aidé de ses deux meilleurs amis, Sock et Ben.

## Distribution

### Acteurs principaux
- Bret Harrison (VF : Pascal Nowak) : Sam Oliver
- Tyler Labine (VF : Emmanuel Gradi) : Bert « Sock » Wysocki
- Rick Gonzalez (VF : Paolo Domingo) : Ben Gonzalez
- Missy Peregrym (VF : Stéphanie Hédin) : Andi Prendergast
- Ray Wise (VF : Hervé Jolly) : Le Diable / Jerry Belvedere

### Acteurs récurrents
- Donavon Stinson (en) (VF : Marc Perez) : Ted
- Valarie Rae Miller (VF : Vanina Pradier) : Josie
- Andrew Airlie (VF : Nicolas Marié) : le père de Sam
- Allison Hossack (VF : Sybille Tureau) : la mère de Sam
- Christine Willes (VF : Marie-Martine) : Gladys, la démon qui récupère les démons capturés par Sam
- Colby Johannson (VF : Laurent Larcher) : Greg
- Jessica Stroup (VF : Sandra Valentin) : Cady, la petite amie de Sam et la fille du diable
- Ken Marino (VF : Serge Faliu) : Tony
- Armie Hammer (VF : Jérémy Prévost) : Morgan
- Jenny Wade (VF : Nathalie Bienaimé) : Nina, la démone petite amie de Ben (saison 2)
- Michael Ian Black (en) : Steve
- Sean Patrick Thomas : Alan Townsend
- Eriko Tamura : Kristen
- Hiro Kanagawa : Morris
- Marilyn Norry : la mère de Sock
- Cindy Sampson : Marlena

- Version française
  - Direction artistique : Laurent Dattas
  - Société de doublage : Dubbing Brothers
  - Adaptation des dialogues : Christine de Chérisey et Brigitte Grynblat

 Source et légende : version française (VF) sur RS Doublage

## Production
Le projet de Michele Fazekas et Tara Butters a débuté en septembre 2006. Le pilote a été commandé fin janvier 2007 qui sera réalisé par Kevin Smith.
Le casting principal a débuté le mois suivant avec entre autres Bret Harrison, Tyler Labine, Nikki Reed (Andi), Rick Gonzalez, Valarie Rae Miller et Ray Wise.
Satisfait du pilote, The CW commande la série le 15 mai 2007 et annonce deux jours plus tard lors des Upfronts qu'elle sera diffusée les mardis soirs à l'automne. Fin juin, Missy Peregrym reprend le rôle d'Andi.
Le 25 octobre, The CW commande des scripts additionnels. Les treize premiers épisodes avaient déjà été écrits au moment du déclenchement de la grève des scénaristes de novembre 2007 à février 2008. Ensuite, cinq épisodes supplémentaires ont été commandés pour compléter la saison, pour un total de 18.
Le 14 mai 2009, la série est annulée. ABC Studios entre en pourparlers avec les affiliés du réseau The CW pour une troisième saison en syndication, mais rien n'a abouti, les producteurs étant passés à d'autres projets.

## Épisodes

### Première saison (2007-2008)
1. L'Annonce faite à Sam (Pilot)
2. Chargé / Énergie négative (Charged)
3. Piqûre de rappel (All Mine)
4. Magie noire (Magic)
5. Le Blob (What About Blob)
6. Léon (Leon)
7. L'Amour à mort (Love, Bullets and Blacktop)
8. Le Flic (The Cop)
9. Tu retourneras en poussière / Le Croque-mort (Ashes to Ashes)
10. Le Butin / Poker menteur (Cash Out)
11. Le Cannibal / Une âme affamée (Hungry for Fame)
12. L'Ermite invisible / Sorti du bois (Unseen)
13. Top model au vitriol (Acid Queen)
14. Rebellion (Rebellion)
15. La Main (Coming to Grips)
16. La Tronçonneuse / L'Ex contre attaque (Greg, Schmeg)
17. Le Séducteur / Une taupe en enfer (The Leak)
18. La Vérité / Fils à papa ! (Cancun)

### Seconde saison (2009)
Le 12 mai 2008, la série est renouvelée pour une deuxième saison de treize épisodes, diffusée à partir du 3 mars 2009.
1. Un nouvel espoir / Rupture de contrat (…A New Hope)
2. Le Guerrier mongol (Dirty Sexy Mongol)
3. K.O. diabolique (The Sweet Science)
4. Frères ennemis (The Favorite)
5. Touchez pas au bébé (I Want My Baby Back)
6. La Créature de la mine (Underbelly)
7. Billy (The Good Soil)
8. Le Défi / Dernière ligne droite (The Home Stretch)
9. La Maîtresse (No Reaper Left Behind)
10. Cohabitation difficile (My Brother's Reaper)
11. Signé Sprong / Un professeur en retenue (To Sprong, with Love)
12. Le 75e étage (Business Casualty)
13. Le Sacrifice (The Devil and Sam Oliver)

## Commentaire
- Sur Terre, le diable utilise le nom de Jerry Belvedere.
- Le personnage de Bert Wysocki se fait appeler « Sock », qui veut dire « Chaussette ».
- Anthony Stewart Head, connu pour son rôle de Rupert Giles dans Buffy contre les vampires, a été auditionné pour incarner Satan dans la série. Finalement, le choix des producteurs s’est porté sur Ray Wise[21].
- En 2018, dans la série Kevin (Probably) Saves the World, Bret Harrison et Tyler Labine reprennent leurs rôles respectifs de Sock et Sam dans l'épisode 14 Old Friends[22].
- Dans les deux premiers épisodes, Sam a un frère, Kyle Oliver, interprété par Kyle Switzer, qui par la suite, est supprimé de la série sans explication.